# Moderne Piraten
Moderne Piraten (Untertitel Ein Südseeabenteuer) ist ein deutscher Abenteuerfilm aus dem Jahr  1928 von Manfred Noa, der in Japan und auf einer fiktiven Inselgruppe im Pazifischen Ozean spielt.

## Handlung
Vor der chinesischen Küste ist ein großer Passagierdampfer von „blinden Passagieren“ entführt worden und spurlos verschwunden. Kommissar Brent vermutet einen politischen Hintergrund. Offenbar plant ein von einer unbekannten Großmacht finanzierter Geheimbund, eine pazifische Inselgruppe als selbständigen Staat auszurufen.
Auf seiner Reise zum Tatort lernt Brent eine Filmschauspielertruppe kennen, zu der auch Dorothy Gordon, Fredy Pitpit und Lincoln gehören. In Nagasaki trifft Dorothy auf ihren ehemaligen Verlobten Morton, der sich soeben dem Geheimbund angeschlossen hat. Der ehemalige Marineoffizier will Dorothy überreden, ebenfalls in den Bund einzutreten, was diese schockiert ablehnt.
Bei einer Filmaufnahme auf hoher See gerät die Filmcrew in einen Taifun, wobei Dorothy, Pitpit und Lincoln vom Drehort abgetrieben werden. Brent gelingt es zwar, die drei mit einem Boot zu retten, sie werden aber auf eine einsame Insel verschlagen, die sich als Hauptquartier des Geheimbundes entpuppt. Sie erkennen, dass der entführte Passagierdampfer bald auf der Insel eintreffen wird. In der nächsten Nacht geht an der Küste ein Schoner mit den Verschwörern unter. Eine einzige Überlebende, die Uniform tragende Juanita, wird gefangen genommen.
Die Filmcrew und Brent beschließen ein Täuschungsmanöver. Sie verkleiden sich als Aufständische und spielen bei der Ankunft des entführten Ozeandampfers die Aufstandsführer. Mit Hilfe des reumütigen Morton gelingt es ihnen, die Söldnertruppe zu bekämpfen. Mit zwischenzeitlich benachrichtigten Kriegsschiffen gelingt es, den Aufstand niederzuschlagen; Morton ist rehabilitiert wird wieder als Marineoffizier eingestellt.

## Hintergrund
Ende der 1920er/Anfang der 1930er Jahre kam es in chinesischen Gewässern zu einigen spektakulären Überfällen auf Passagierschiffe, wobei die Piraten als Passagiere eincheckten, dann die Schiffsführungen überfielen und mit den geraubten Gütern an vorher verabredeten Treffpunkten auf Dschunken umstiegen.
Die Verleihfirma war die Südfilm A.G., die Uraufführung fand am 25. Oktober 1928 in Deutschland statt, es folgten weitere Erstaufführungen u. a. am 2. März 1930 in Estland und am 17. März 1930 in Portugal.
Weitere Titel waren Piratas Modernos in Brasilien und Portugal sowie Moodsas mereröövlid in Estland.